# Cavendishia bracteata
Cavendishia bracteata är en ljungväxtart som först beskrevs av Hipólito Ruiz López, Pav. och A. St. Hilaire, och fick sitt nu gällande namn av Hørold. Cavendishia bracteata ingår i släktet Cavendishia och familjen ljungväxter. Inga underarter finns listade i Catalogue of Life.